# Aminziano
Aminziano (prima del 161 – dopo il 180) è stato uno storico greco antico, vissuto sotto gli ultimi Antonini.

## Biografia
Della vita di Aminziano non sappiamo praticamente nulla. Certamente era di estrazione senatoria e visse sotto il regno di Marco Aurelio, al quale dedicò un'opera su Alessandro Magno. È possibile che appartenesse alla famiglia dei Sosii Seneciones.

## Opere
Secondo Fozio, Aminziano scrisse una monografia su Alessandro Magno, un'opera (forse biografica) su Olimpiade e biografie parallele al modo di Plutarco, tra cui le vite di Dionisio I di Siracusa e Domiziano e quelle di Filippo II di Macedonia e Augusto .
Da uno scolio a Pindaro, inoltre, risulta che avrebbe scritto un trattato Sugli elefanti.
Di queste opere restano solo due frammenti scoliografici e la parafrasi di parte del proemio dell'opera su Alessandro in Fozio, che ne deplora lo stile "freddo e ignobile". L'attribuzione ad Aminziano del Fragmentum Sabbaiticum è incerta. Comunque, per quanto evanescente, la figura di Aminziano è un bell'esempio del revival della figura di Alessandro Magno in età antonina testimoniato già da Arriano.